# خواب‌ناله
خروپف در خواب حین دم (تنفس به درون) رخ می‌دهد؛ به صدایی در خواب که برخلاف خروپف، در حین بازدم رخ بدهد نالهٔ خواب، خواب‌ناله یا خواب‌نالش (انگلیسی: Catathrenia) می‌گویند. به هنگام خواب‌ناله، فرد نفس عمیقی می‌کشد، نفس را نگه می‌دارد، و سپس آرام‌آرام نفس را با صدایی تیز و ناله‌مانند بیرون می‌دهد.
ناله در خواب یکی از انواع خواب‌پریشی‌ها به‌شمار می‌آید. خواب‌ناله عمدتاً و گاه انحصاراً حین حرکت تند چشم در خواب روی می‌دهد. در مورد این‌که خواب‌ناله دلیل جسمانی یا عصبی دارد نظر دانشمندان مختلف است.